# 플젠 봉기 (1953년)
1953년 플젠 봉기는 체코슬로바키아의 도시 플젠에서 노동자들이 5월 31일부터 6월 2일까지 3일간 국영 정당인 체코슬로바키아 공산당의 통화 개혁에 반대하여 폭력 시위를 벌인 사건이다. 사상자는 부상자 200명으로 추정되며, 사망자는 없었다.

## 배경
1948년 공산당이 집권한 후 중공업, 특히 무기 생산에 집중하기 시작했다. 농업 부문은 강제로 집단농장화되었다. 그러나 이러한 정책은 소비자 상품, 특히 식량의 부족을 야기했고, 28%의 인플레이션이 동반되었다. 정부는 1953년 초 국영 상품 가격을 인상하여 대응했다. 이는 국민들 사이의 불만을 증가시키고 단기 파업으로 이어졌다.
다음으로 시행될 조치는 통화 개혁으로, 이는 저축의 가치 하락에 해당했다. 모든 저축은 50대 1의 비율로, 모든 봉급은 5대 1의 비율로 평가 절하되었다. 소수의 집단은 면제되었다. 모든 국가의 채무는 폐지되었다. 보조금 지원 가격으로 식량을 배급하는 것은 중단되었고, 작업 할당량은 증가했다. 개혁은 수개월간의 소문과 국가 대표들의 부인 끝에 5월 31일 22시에 발표되었다.

### 플젠
플젠은 보헤미아 서부에 위치한 도시로, 스코다 웍스가 가장 큰 공장인 대규모 중공업 단지가 있다. 지난 몇 년간, 이 도시는 노동자들이 생활 수준 개선을 요구하는 많은 파업을 겪었다. 이 파업 중 상당수는 공산당 자체에 의해 주도되었다.
1948년 이후 당의 개혁이 중공업 노동자들에게 유리하게 작용하는 한, 문제가 발생할 이유는 없었다. 그러나 1953년 스코다 웍스 공장 경영진은 5월 임금을 의도적으로 일주일 일찍 지급했다. 이는 통화 개혁이 발표된 후 임금 가치를 80% 감소시키는 결과를 초래했다.

## 봉기
개혁 소식은 플젠의 스코다 웍스 공장 야간 근무자들 사이에 빠르게 퍼졌고, 그들은 파업에 돌입했다. 다음 날 아침, 그들은 시내로 행진하기로 결정했다. 정오경 사람들은 시청을 공격하고, 거리에 바리케이드를 치기 시작했으며, 공산당의 상징물을 파괴했다. 단일 정당 통치 종식을 요구하는 포스터와 슬로건이 등장했다.
일부 지역 공산주의자와 제복을 입은 경찰관들이 반란에 가담하거나 강제로 가담했으며, 2,000명의 학생들도 합류했다. 근처 보리 교도소는 수감자들을 석방할 목적으로 공격받았지만, 공격은 실패했다. 봉기의 중앙 지도부는 설립되지 않았으며, 그 행동은 혼란스럽고 비협조적이었다. 봉기를 진압하기 위해 국경 수비대, 체코슬로바키아 인민군, 인민 민병대, 국가안보부의 무장 부대와 국가안보부의 병력으로 구성된 강력한 증원군이 도시에 소집되었다. 오후 동안 이 부대들은 점차 도시 통제권을 되찾았고, 저녁에는 고립된 소규모 교전만 있었다.
정부는 약 8,000명의 경찰 대원 2개 대대와 2,500명의 군인과 80대의 전차로 구성된 육군 부대를 보내 반란을 진압했다. 시가전 중 약 220명의 반란군이 부상당했다. 6월 2일 오후, 마지막 반군들은 공장 안에 바리케이드를 치고 항복했다. 2,000명 이상이 즉시 체포되었고 계엄령이 선포되었다. 봉기 지도자들은 즉시 재판을 받고 장기 징역형을 선고받았으며, 그 중 한 명은 나중에 처형되었다. 봉기에 참여했던 공산주의자들과 민병대원들은 특히 가혹하게 다루어졌다.

### 다른 도시
클라드노와 오스트라바와 같은 공업 도시의 보헤미아와 모라비아에 있는 19개 대형 산업 공장에서 파업이 시작되었다. 이 파업들은 폭력적으로 변하지 않았고 일주일 안에 끝났다. 약 36만 명의 노동자들이 파업에 돌입했으며, 그 중 25만 명 이상이 거리에서 시위를 벌였다.

## 여파
공산당 지도부는 이 사건이 제국주의 세력의 선동으로 일어났다고 발표하기로 결정했으며, 이는 1989년까지 공식적인 설명으로 남아있었다. 당은 "사회민주주의" 또는 낮은 충성도를 가진 것으로 의심되는 당원들을 숙청하라는 명령을 받았다. 군대는 미래의 어떠한 봉기도 즉시 진압될 것이라고 발표했다.
6월 8일, 5월 31일에 제정된 조치들은 통화 개혁을 제외하고는 철회되었고, 가격도 다소 인하되었다. 이러한 사건과 중앙유럽의 다른 봉기들은 소련 지도자들이 이들 국가에 대한 통제를 강화하도록 만들었다.
1968년 바르샤바 조약군의 체코슬로바키아 침공까지 체코슬로바키아에서는 더 이상의 폭력적인 봉기는 발생하지 않았다. 공산당의 권력을 종식시킨 벨벳 혁명 (1989년)은 대부분 유혈 사태가 없었다. 1953년 플젠 사건에 대한 상세한 지식은 체코 대중들 사이에서 여전히 상대적으로 낮다. 통화의 안정성에 대한 흔들린 신뢰는 수십 년간 지속되었다.

## 내용주
1. ↑  František Čapka:Dějiny zemí Koruny české v datech, Libri Praha 2010, str 754